# Departamento de Aysén
El departamento de Aysén fue uno de los departamentos que conformó el Territorio de Aysén y la provincia de Aysén, fue creado un 30 de diciembre de 1927 tras la separación del Territorio de Aysén de la provincia de Chiloé tras el decreto DFL N° 8583, este departamento fue la capital del territorio hasta su disolución en 1975, su cabecera en lo que más respecta fue la ciudad de Puerto Aysén. El departamento fue suprimido tras el decreto DL N° 1230 el 4 de noviembre de 1975 y convertido a lo que se conoce como la provincia de Aysén.

## Historia
Aysén nacería tras la decisión de dividir la parte continental de la provincia de Chiloé, en ese tiempo compuesta por Yelcho y Aysén, cual, la última compondría el nuevo territorio y a su vez, el departamento, Puerto Aysén durante mucho tiempo se mantuvo como la capital del Territorio de Colonización de Aysén.

## Administración
El departamento de Aysén, tras su creación por el decreto DFL N° 8583 en 1927, se conformaba por cuatro comunas: Puerto Aysén, Yelcho, Lago Buenos Aires y Baker, contando a su vez con sus respectivas subdelegaciones. En 1947 se crearía la comuna de Coyhaique, la cual se convertiría en la quinta del departamento.
| Municipalidades   | Subdelegaciones   |
| ----------------- | ----------------- |
| Aysén             | Aysén             |
| Yelcho            | Yelcho            |
| Lago Buenos Aires | Lago Buenos Aires |
| Baker             | Baker             |
| Coyhaique         | Coyhaique         |

El 5 de febrero de 1936 se traspasaron las comunas de Yelcho al departamento de Quinchao de la provincia de Chiloé, Lago Buenos Aires —ahora renombrada como General Carrera junto a Baker—al nuevo departamento de Chile Chico, mientras que Coyhaique sería trasladada al departamento homónimo, y junto a la agregación de la reciente comuna de Puerto Cisnes que pasaría a ser parte del departamento.
| Municipalidades      | Subdelegaciones |
| -------------------- | --------------- |
| Aysén                | Aysén           |
| Puerto Cisnes Cisnes | Puerto Cisnes   |

El departamento de Aysén fue suprimido el 4 de noviembre de 1975 tras el decreto DL N° 1230, cual reformaría el departamento transformándolo a lo que se le conoce como la provincia de Aysén, que sigue manteniendo su capital.